# Paolo Reyna
Paolo Alessandro Reyna Lea (Tacna, 13 ottobre 2001) è un calciatore peruviano, difensore del Melgar e della nazionale peruviana.

## Caratteristiche tecniche
È un terzino sinistro.

## Carriera
Esordisce in nazionale il 20 novembre 2022 contro la Bolivia, in amichevole.

## Statistiche

### Presenze e reti nei club
Statistiche aggiornate al 13 novembre 2022.
| Stagione        | Squadra         | Campionato      | Campionato | Campionato | Coppe nazionali | Coppe nazionali | Coppe nazionali | Coppe continentali | Coppe continentali | Coppe continentali | Altre coppe | Altre coppe | Altre coppe | Totale | Totale |
| Stagione        | Squadra         | Comp            | Pres       | Reti       | Comp            | Pres            | Reti            | Comp               | Pres               | Reti               | Comp        | Pres        | Reti        | Pres   | Reti   |
| --------------- | --------------- | --------------- | ---------- | ---------- | --------------- | --------------- | --------------- | ------------------ | ------------------ | ------------------ | ----------- | ----------- | ----------- | ------ | ------ |
| 2019            | Melgar          | L1              | 11         | 0          | -               | -               | -               | -                  | -                  | -                  | -           | -           | -           | 11     | 0      |
| 2020            | Melgar          | L1              | 18         | 0          | -               | -               | -               | CS                 | 2                  | 0                  | -           | -           | -           | 20     | 0      |
| 2021            | Melgar          | L1              | 21         | 1          | -               | -               | -               | CS                 | 7                  | 0                  | -           | -           | -           | 28     | 1      |
| 2022            | Melgar          | L1              | 33+4       | 2          | -               | -               | -               | CS                 | 13                 | 0                  | -           | -           | -           | 50     | 2      |
| Totale Melgar   | Totale Melgar   | Totale Melgar   | 83+4       | 3          |                 | -               | -               |                    | 22                 | 0                  |             | -           | -           | 109    | 3      |
| Totale carriera | Totale carriera | Totale carriera | 87         | 3          |                 | -               | -               |                    | 22                 | 0                  |             | -           | -           | 109    | 3      |

### Cronologia presenze e reti in nazionale
| Cronologia completa delle presenze e delle reti in nazionale ― Perù | Cronologia completa delle presenze e delle reti in nazionale ― Perù | Cronologia completa delle presenze e delle reti in nazionale ― Perù | Cronologia completa delle presenze e delle reti in nazionale ― Perù | Cronologia completa delle presenze e delle reti in nazionale ― Perù | Cronologia completa delle presenze e delle reti in nazionale ― Perù | Cronologia completa delle presenze e delle reti in nazionale ― Perù | Cronologia completa delle presenze e delle reti in nazionale ― Perù |
| Data                                                                | Città                                                               | In casa                                                             | Risultato                                                           | Ospiti                                                              | Competizione                                                        | Reti                                                                | Note                                                                |
| ------------------------------------------------------------------- | ------------------------------------------------------------------- | ------------------------------------------------------------------- | ------------------------------------------------------------------- | ------------------------------------------------------------------- | ------------------------------------------------------------------- | ------------------------------------------------------------------- | ------------------------------------------------------------------- |
| 20-11-2022                                                          | Arequipa                                                            | Perù                                                                | 1 – 0                                                               | Bolivia                                                             | Amichevole                                                          | -                                                                   | 59’                                                                 |
| Totale                                                              |                                                                     | Presenze                                                            | 1                                                                   |                                                                     | Reti                                                                | 0                                                                   |                                                                     |